# Копчак Віктор
Віктор Копча́к (24 серпня 1919, с. Чирч, нині Старолюбовнянського округу, Словаччина — 27 серпня 1980, с. Тульчик Пряшівського округу, нині Словаччина) — русинсько-український публіцист, громадсько-політичний діяч.

## Життєпис
Навчався у горожанській школі у Білках (нині Закарпатська область, 1931–35) та Учительській семінарії у Пряшеві (1937–41).
У 1941—1950 учителював.
1950—1951 працював у апараті Української народної ради Пряшівщини.
Головний редактор газети «Нове життя» (1954—1966).
Член Крайового комітету КП Словаччини (1954—1958), голова ЦК Культурного союзу українських трудящих (1954—1960).
Як прозаїк дебютував в антології «Пелюстки провесни» (Пряшів, 1977). У співавторстві з Ю. Москвичем видав книжку «В обіймах смерті і життя» (Пряшів, 1970). Перекладав зі словацької на українську мову.